# Aīda Niedra
Aīda Niedra (Livonia, 23 marzo 1899 – Santa Monica, 23 novembre 1972) è stata una scrittrice lettone.
Dopo un periodo trascorso in Germania (1944-1949), emigrò negli USA. È ricordata per le sue opere Elegie di Eros (1924) e La poetessa (1934).